# حسين أباد (سردسير)
حسین أباد (بالفارسية: حسین‌آباد) هي قرية تقع في إيران في قسم سردسیر الريفي. يقدر عدد سكانها بـ 201 نسمة .